# Giuseppe Angelelli
Giuseppe Angelelli (* 7. Dezember 1803 in Coimbra; † 4. November 1844 in Florenz) war ein italienischer Maler.

## Leben und Wirken
Giuseppe Angelelli wurde 1803 als Kind italienischer Eltern in Coimbra in Portugal geboren. 1807 zog die Familie nach Brasilien, 1816 nach Peru und danach nach Frankreich und England, bevor sich die Familie 1818 in Florenz niederließ. Dort studierte Giuseppe Angelelli an der Akademie. 1827 begleitete er die beiden Archäologen Jean-François Champollion und Ippolito Rosellini auf einer Reise nach Ägypten. Das dreibändige Werk Rosselinis Die Monumente Ägyptens und Nubiens (1832–1844) illustrierte Angelelli mit 400 Zeichnungen. Daneben malte er auch afrikanische Landschaften und Porträts.